# Staré Sedlo (district de Sokolov)
Pour les articles homonymes, voir Staré Sedlo.
Staré Sedlo (en allemand : Alt Sattl) est une commune du district de Sokolov, dans la région de Karlovy Vary, en Tchéquie. Sa population s'élevait à 836 habitants en 2020.

## Géographie
Staré Sedlo se trouve sur la rive droite de l'Ohře, à 5 km à l'est du centre de Sokolov, à 13 km à l'ouest-sud-ouest de Karlovy Vary et à 124 km à l'ouest de Prague.
La commune est limitée par l'Ohře et les communes de Královské Poříčí et Nové Sedlo au nord, par Loket à l'est, par Sokolov au sud et à l'ouest, et par Těšovice au nord-ouest.

## Histoire
La première mention écrite de la localité date de 1249.

## Galerie

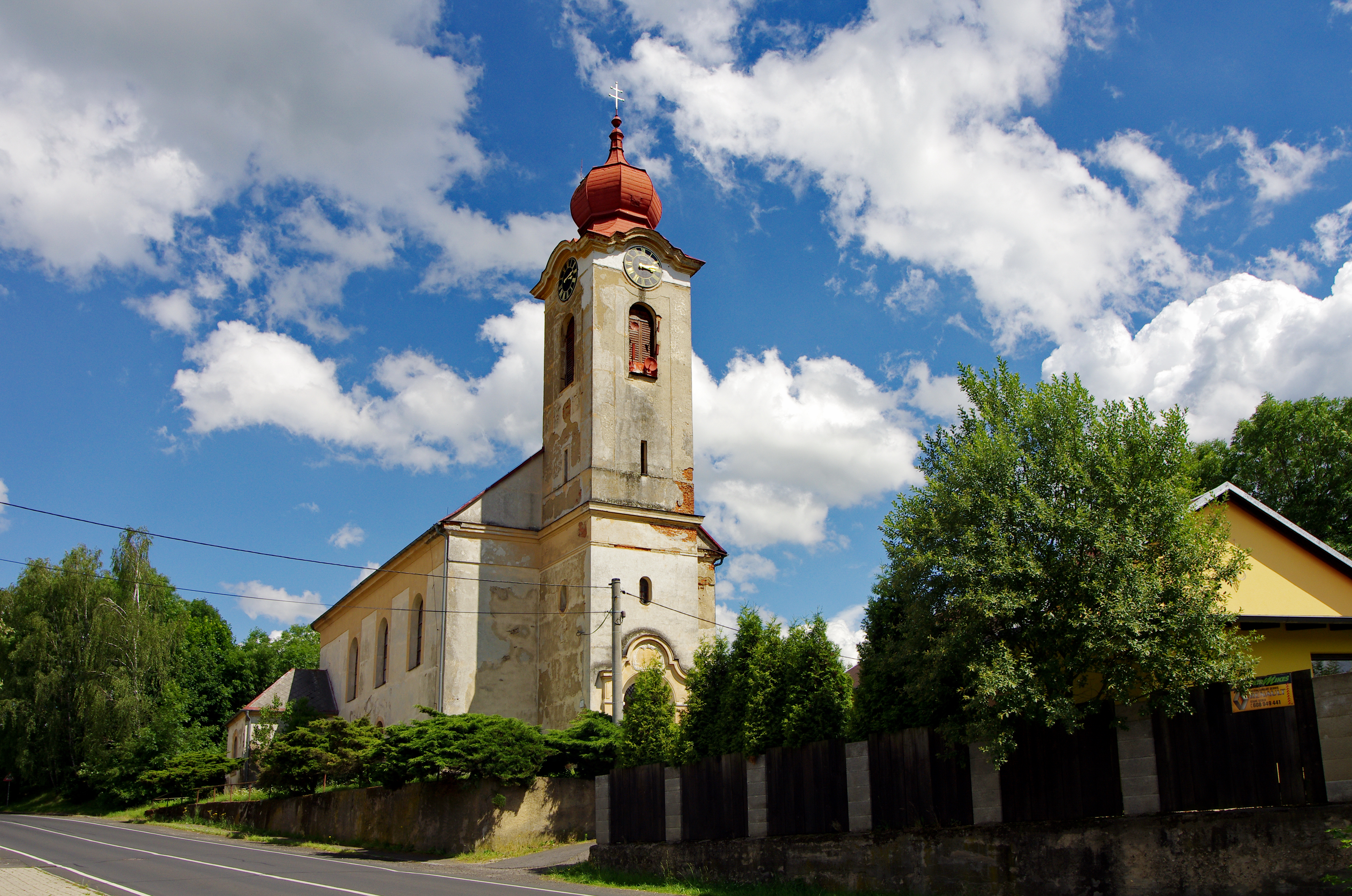
Église de la Sainte-Trinité.
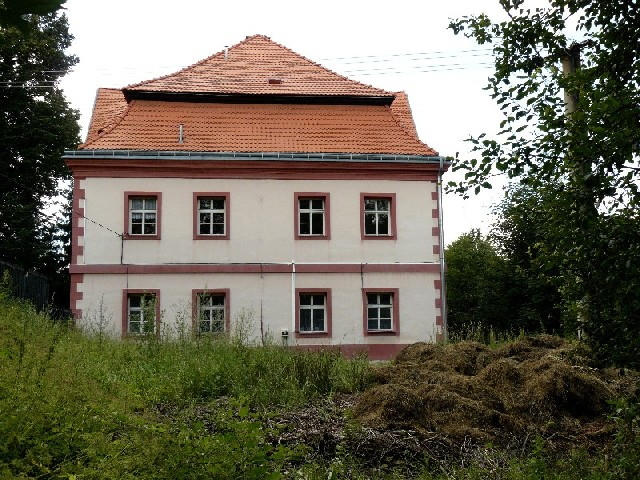
Château de Staré Sedlo.